# دافنی
دافنی (به انگلیسی: Daphnia) از شاخه بندپایان و راسته سرونیان است که با نام‌های شپش‌آبی آب‌های شیرین و کک‌آبی هم شناخته می‌شود. دافنی معمولاً برای آزمودن مقدار سمی‌بودن مواد شیمیایی در آب‌های آلوده مورد بررسی قرار می‌گیرد
و چون شکل آن‌ها تا حدودی شبیه دانه‌های خاکشیر است به آن خاکشی یا خاکشیر هم می‌گویند. در فرهنگ غربی به این حیوان به زبان عامیانه کک‌آبی می‌گویند؛ زیرا تا حدودی شبیه به کک معمولی است. این جانور غذای اصلی هیدر می‌باشد و نیز دارای رشد نمایی و جمعیتی فرصت طلب است. دافنی سامانه گردش باز دارد (جزء سخت پوستان است) همولنف از انتهای باز بعضی از رگ‌هایش خارج می‌شود و در میان سلول‌ها گردش می‌کند، بنابراین همولنف آن هم نقش خون را دارد هم نقش مایع میان بافتی و لنف. دافنی‌ها شبکه مویرگی‌ای دارند که کامل نیست. این حیوان تولید مثل جنسی داشته و از راه «بکرزایی» بقای خود را ادامه می‌دهد. در این روش تولید مثل گامت ماده بدون دخالت و نفوذ اسپرم گامت نر تقسیم شده و تکثیر می‌یابد.
دافنی دارای چشم مرکب، سیستم عصبی ساده، بدنی شفاف است و با میگو همانندی دارد. دافنی ماده دارای دو شاخک، چشم مرکب و کیسه تخم است. بدن دافنی معمولاً ۱ تا ۵ میلی‌متر (۰٫۰۴ - ۰٫۲ اینچ) طول دارد که بیشتر توسط هیدرهای آب شیرین شکار می‌شوند.